# Parafia Matki Boskiej Licheńskiej Bolesnej Królowej Polski i św. Jerzego w Gdyni
Parafia Matki Boskiej Licheńskiej Bolesnej Królowej Polski i św. Jerzego w Gdyni – rzymskokatolicka parafia usytuowana w gdyńskiej dzielnicy Babie Doły przy ulicy Rybaków. Wchodzi w skład dekanatu Gdynia Oksywie, który należy do archidiecezji gdańskiej.

## Historia
- 1 października 1989 – bp Marian Przykucki – ordynariusz chełmiński, dekretem biskupim erygował i ustanowił parafię;
- 10 czerwca 1990 – Ordynariusz Chełmiński poświęcił kaplicę i teren pod budowę nowego kościoła;
- 25 marca 1992 – papież Jan Paweł II wydał bullę „Totus Tuus Poloniae Populus” reorganizującą administrację kościelną w Polsce i zgodnie z tymi zmianami, parafia stała się częścią Archidiecezji Gdańskiej;
- 14 czerwca 1992 – Arcybiskup Metropolita Gdański – Tadeusz Gocłowski CM, dokonał poświęcenia i intronizacji obrazu Matki Boskiej Licheńskiej – Bolesnej Królowej Polski.

## Proboszczowie
- 1989–2009: ks. kmdr ppor. Edmund Skierka[1]
- od 1 VII 2009: ks. mgr Kordian Gulczyński[2]